# Francesco Roberti

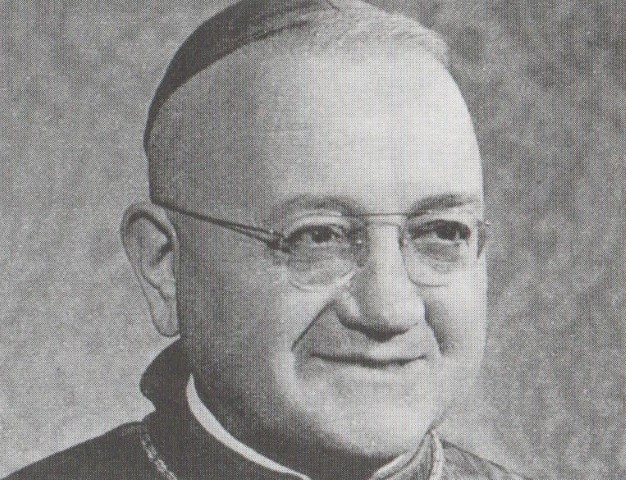
Francesco Kardinal Roberti

Kardinalswappen

Francesco Kardinal Roberti (* 7. Juli 1889 in Pergola, Provinz Pesaro und Urbino; † 16. Juli 1977 in Rom) war ein italienischer Geistlicher und Kurienkardinal der römisch-katholischen Kirche.

## Leben
Francesco Roberti erhielt seine theologische und philosophische Ausbildung in Pergola und Rom. Er empfing am 3. August 1913 das Sakrament der Priesterweihe und arbeitete anschließend als Seelsorger, Seminarleiter und Dozent in Rom. Von 1917 bis 1927 war er Rektor der Pontificio Seminario Romano Minore. Ab 1928 war als Referendar beim Obersten Gerichtshof der Apostolischen Signatur beschäftigt, 1930 wurde er Untersekretär der Kurie für Belange der Universitäten und Seminare. 1936 wurde er Auditor der Römischen Rota, von 1937 bis 1943 nahm er als Dekan Leitungsaufgaben beim Päpstlichen Institut Utriusque Iuris wahr. Francesco Roberti begründete die international renommierte kirchenrechtliche Fachzeitschrift Apollinaris. 1946 wurde er Sekretär der Konzilskongregation.
Papst Johannes XXIII. nahm ihn am 15. Dezember 1958 als Kardinaldiakon mit der Titeldiakonie Santa Maria in Cosmedin in das Kardinalskollegium auf und ernannte ihn zum Kardinalpräfekten des Obersten Gerichtshofs der Apostolischen Signatur. Am 5. April 1962 empfing Francesco Roberti durch Papst Johannes XXIII., nachdem dieser ihn zum Titularerzbischof von Columnata ernannt hatte, die Bischofsweihe; Mitkonsekratoren waren Kardinal Giuseppe Pizzardo und Kardinal Benedetto Aloisi Masella. Er nahm in den Jahren 1962 bis 1965 am Zweiten Vatikanischen Konzil teil. Er war ebenfalls Teilnehmer am Konklave 1963, das Papst Paul VI. wählte. Am 26. Juni 1967 wurde er zum Kardinalpriester mit der Titelkirche Santi XII Apostoli erhoben. Die Leitung der Apostolischen Signatur legte er 1969 nieder.
Er starb am 16. Juli 1977 in Rom und wurde auf dem Friedhof von Pergola beigesetzt.